# McLaren Artura
La McLaren Artura è una vettura sportiva prodotta dalla casa automobilistica britannica McLaren Automotive dal 2021.

## Descrizione
Il 23 novembre 2020 la casa inglese ha annunciato che stava sviluppando una nuova vettura dal nome Artura e che sarebbe stata la prima McLaren con motore V6 chiamato McLaren M630 e la primogenita di una nuova famiglia di vetture ibride chiamate HPH (High-Performance-Hybrid) con un nuovo telaio in fibra di carbonio denominato MCLA (McLaren Carbon Lightweight Architecture) dal peso di 82 kg.
La vettura è stata poi annunciata e presentata ufficialmente attraverso la diffusione di alcune immagini e dati tecnici il 17 febbraio 2021, per poi debuttare ufficialmente al pubblico al Milano Monza Open-Air Motor Show nel giugno 2021.
Nel settembre 2022 viene presentata la McLaren Artura Art Car con una livrea creata in collaborazione con l'artista Nat Bowen.

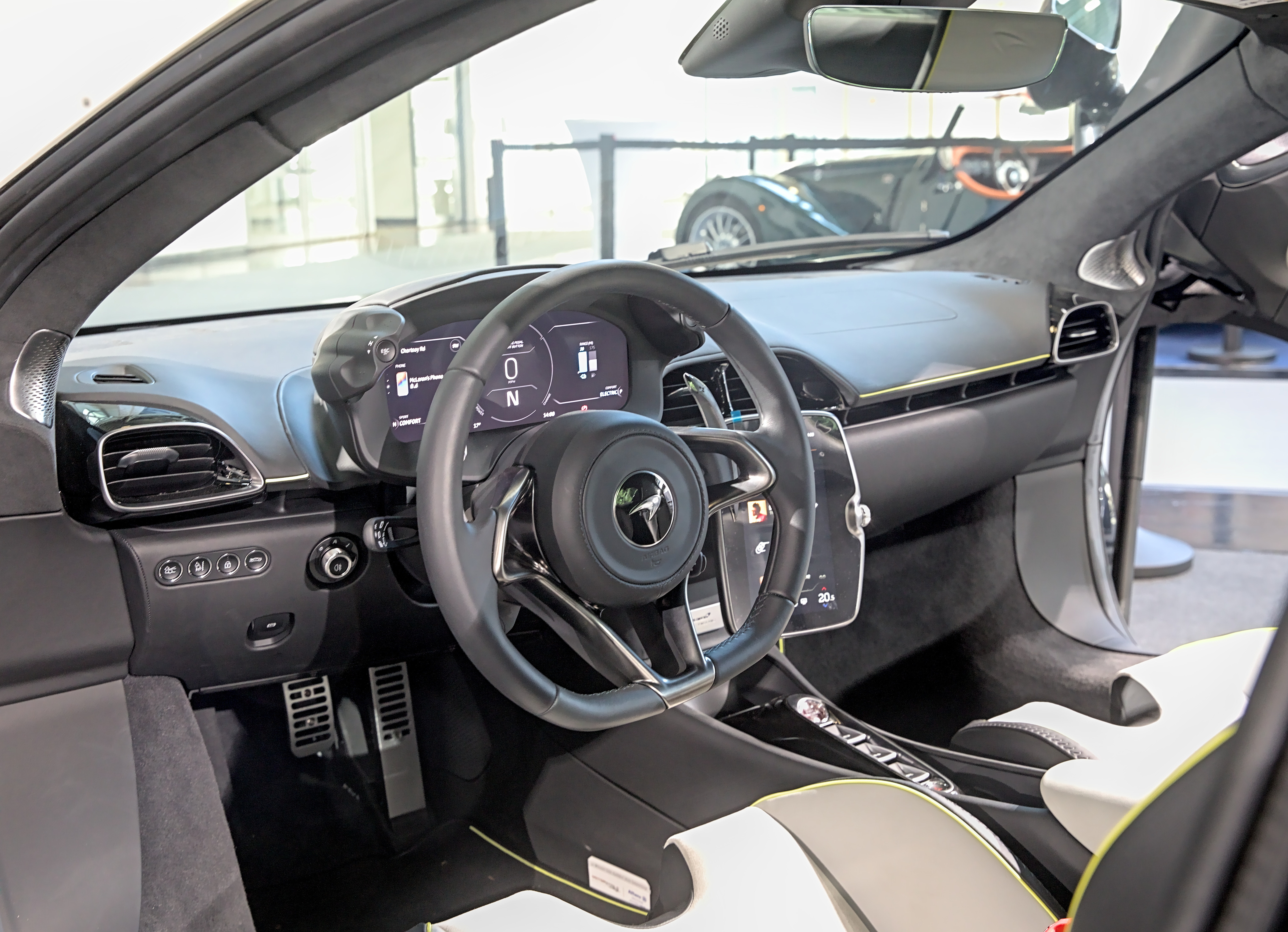
Interni

## Tecnica

### Motore
L'Artura utilizza un inedito motore biturbo interamente in alluminio da 2993 cm³ con architettura V6 ed angolo tra le bancate di 120° con le turbine poste all'interno delle stesse, abbinato a un motore elettrico che insieme producono una potenza di 680 CV a 7500 giri/min e 720 N·m di coppia disponibili a 2250 giri/min. Da solo il motore termico fornisce 585 CV e 585 N·m di coppia, con limitatore fissato a 8500 giri/min.
Il motore elettrico utilizzato nell'Artura è del tipo a flusso assiale e produce 95 CV con 225 N·m di coppia. La batteria agli ioni di litio da 7,4 kW·h pesa 88 kg ed è posizionata sotto la parte posteriore dell'abitacolo. Il tempo di ricarica dichiarato è di 2,5 ore per caricare dallo 0 all'80% utilizzando un cavo EVSE e l'autonomia in sola modalità elettrica è di circa 30 km. La massa totale di tutti i componenti elettrici è di 130 kg (rispettivamente con le batterie 88 kg e il motore elettrico da 15,4 kg), con un peso a vuoto di 46 kg in più rispetto a quello della McLaren 570S. La batteria ha una capacità di 7,4 kW·h. La trasmissione è costituita da un cambio a doppia frizione a 8 marce montato in blocco al differenziale che è dotato della funzione di torque vectoring, senza la presenza della retromarcia poiché è il motore elettrico ad assolvere tale funzione.
Secondo i dati dichiarati dalla casa, l'Artura può accelerare da 0 a 100 km/h in 3,0 secondi e da 0 a 200 km/h in 8,3 secondi, con una velocità massima di 330 km/h.